# INOKI BOM-BA-YE 2011
INOKI BOM-BA-YE 2011（イノキボンバイエ にせんじゅういち）は、日本のプロレスのイベント「INOKI BOM-BA-YE」の大会の一つ。2011年12月2日、東京都墨田区の両国国技館で開催された。

## 大会概要
メインイベントではIGF王者であるジェロム・レ・バンナにジョシュ・バーネットが挑戦。バンナの8分24秒KO勝ちで2度目の防衛に成功した。

## 試合
第1試合 シングルマッチ
タカ・クノウ vs. 定アキラ
第2試合 IGFキックボクシングルールマッチ
角谷正義 vs. バル・ハーン
第3試合 藤波辰爾デビュー40周年特別試合・第6弾　飛龍×究極ドラゴン
藤波辰爾 vs. ウルティモ・ドラゴン
第4試合 シングルマッチ
長島☆自演乙☆雄一郎 vs. ボブ・サップ
第5試合 シングルマッチ
モンターニャ・シウバ vs. アレキサンダー・コズロフ
第6試合 シングルマッチ
澤田敦士 vs. ミノワマン
第7試合 タッグマッチ
ピーター・アーツ、ボビー・ラシュリー vs. 藤田和之、ケンドー・カシン
セミファイナル シングルマッチ
鈴川真一 vs. 鈴木秀樹
メインイベント IGFチャンピオンシップタイトルマッチ
ジェロム・レ・バンナ vs. ジョシュ・バーネット

## 参照
- IGF公式サイトによる試合結果